# Дворец атаманов Ефремовых
Дворец атаманов Ефремовых (Атаманский дворец) — памятник гражданской архитектуры XVIII века в станице Старочеркасской. Здание было построено в 1761 году в Ефремовском подворье и служило родовым поместьем донских атаманов Ефремовых.

## Описание

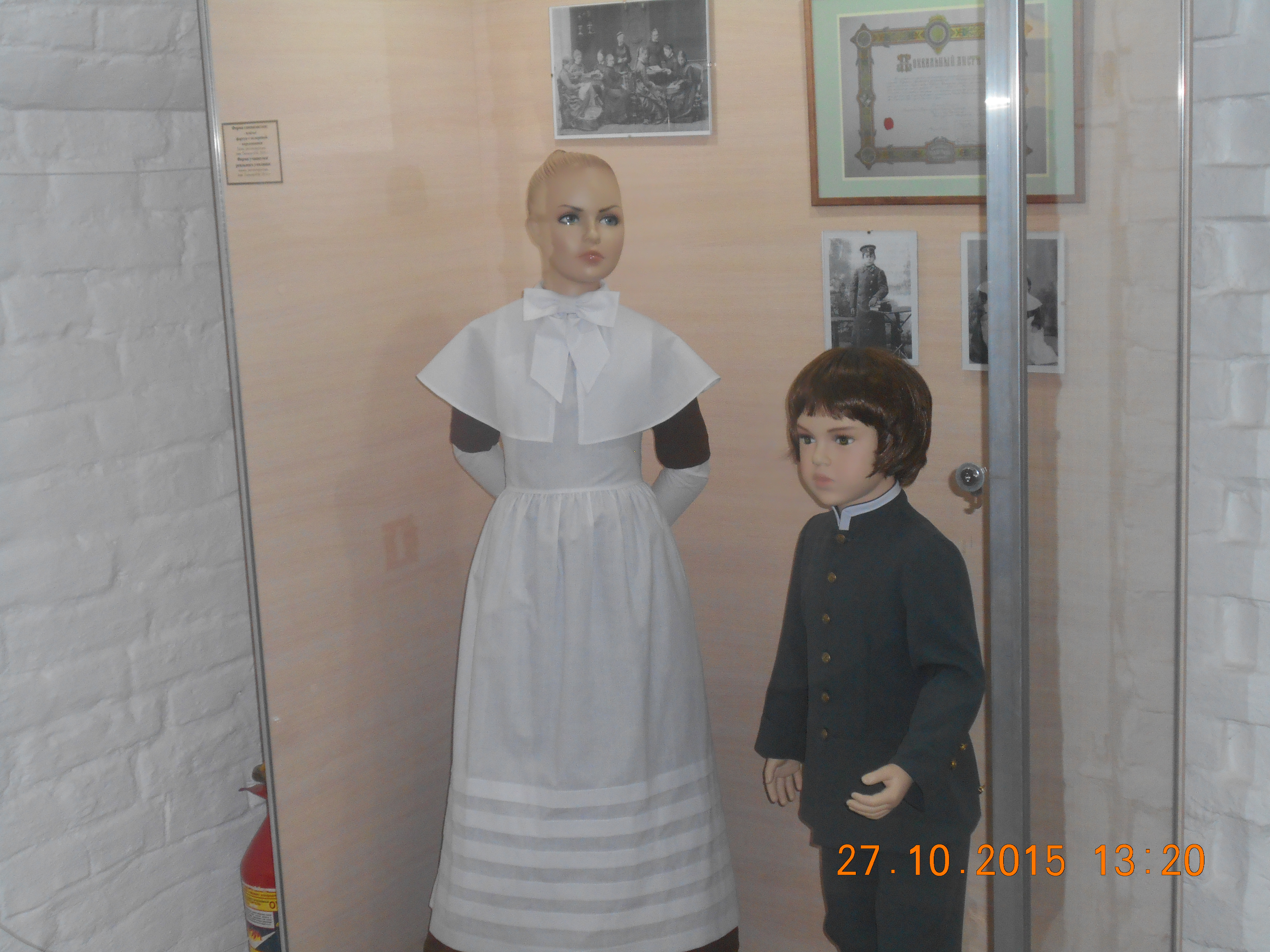
Во Дворце атаманов Ефремовых. Музей

Фасад атаманского дворца в Старочеркасской выдержан в стиле классицизма. Его архитектура выполнена наподобие усадебных дворцов московской и петербургской знати. Треугольный фронтон центрального ризалита поддерживают четыре одиночные и две пары сдвоенных гладких полуколонн. Колоннада опирается на рельефный пояс между первым и вторым этажами. Прямые сандрики украшают окна второго этажа, а лучковые — первого. В обработке стен дворца обращает на себя внимание разномасштабность окон. Окна нижнего этажа невелики по размеру, приплюснуты по форме, а глухие замковые наличники напоминают крепостные окна дома торговых казаков Жученковых; окна второго этажа — больше, светлее, обрамленные лёгкой рамкой, они сообщают зданию вид дворцового сооружения. Дворец атаманов Ефремовых строился одновременно с домовой церковью.  
Многочисленные реконструкции, особенно после пожара 1848 года, сильно изменили здание. Первоначальный облик сохранился на зарисовке панорамы Черкасска, сделанной 7 июня 1803 года архитектором Н. А. Львовым, которого император Александр I командировал на Кавказ и в Крым «для устроения и описания разных необходимостей при тамошних тёплых водах». Судя по изображению Львова, вытянутое по горизонтали здание сохранило симметричность композиции и пилястровое членение стены, утраченным оказался классический портик, объединяющий два этажа, также, вероятно, в XIX веке изменилось расположение парадного входа, который находился с южной стороны. Позже, с размещением здесь в 1836 году монастыря, обнесённого новой каменной стеной, парадный фасад здания переместился во внутренний двор. Тогда же центральная часть была выделена ризалитом с колоннадой второго этажа, завершенной треугольным фронтоном.

## История поместья

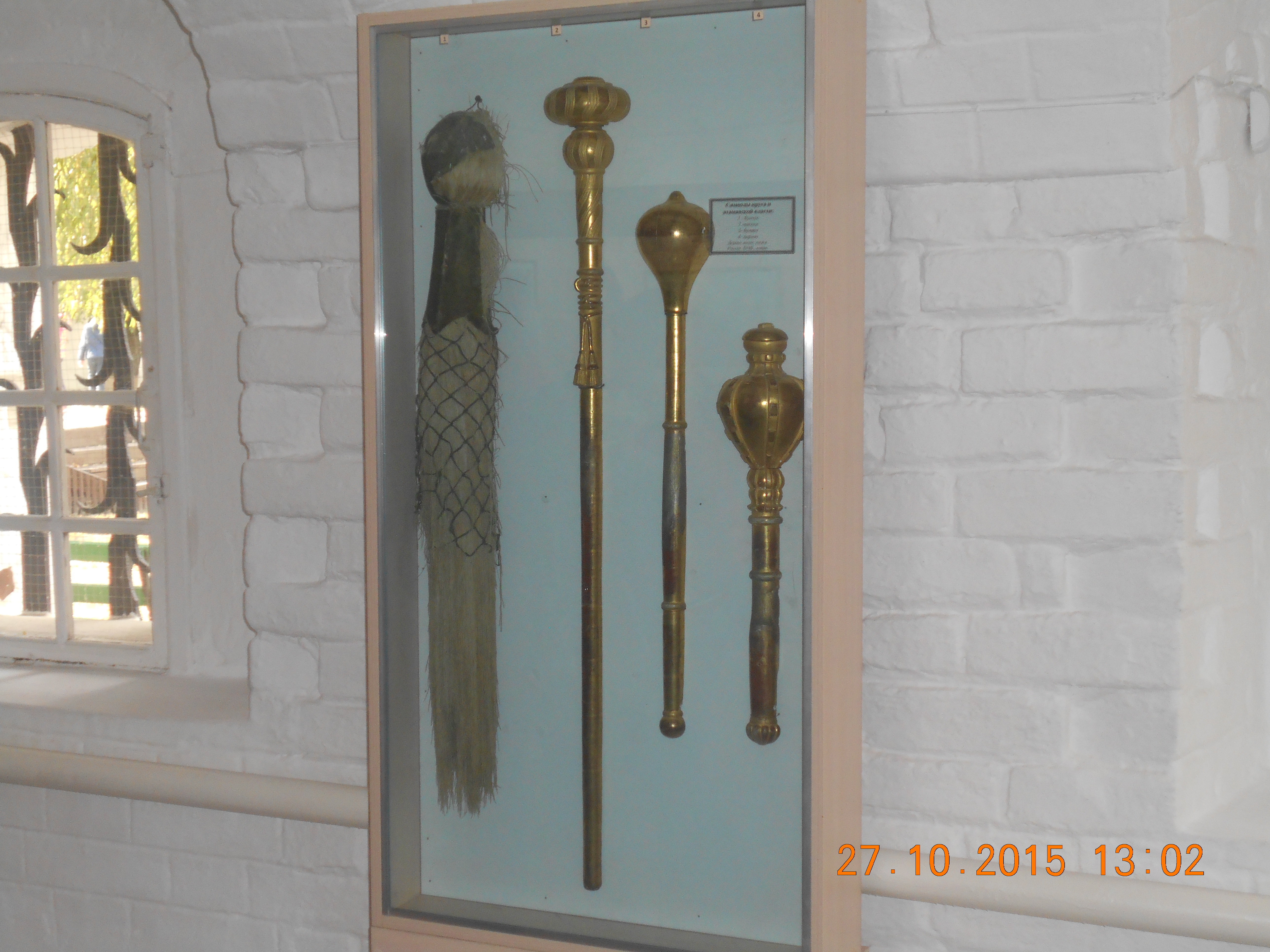
Во Дворце атаманов Ефремовых. Музей

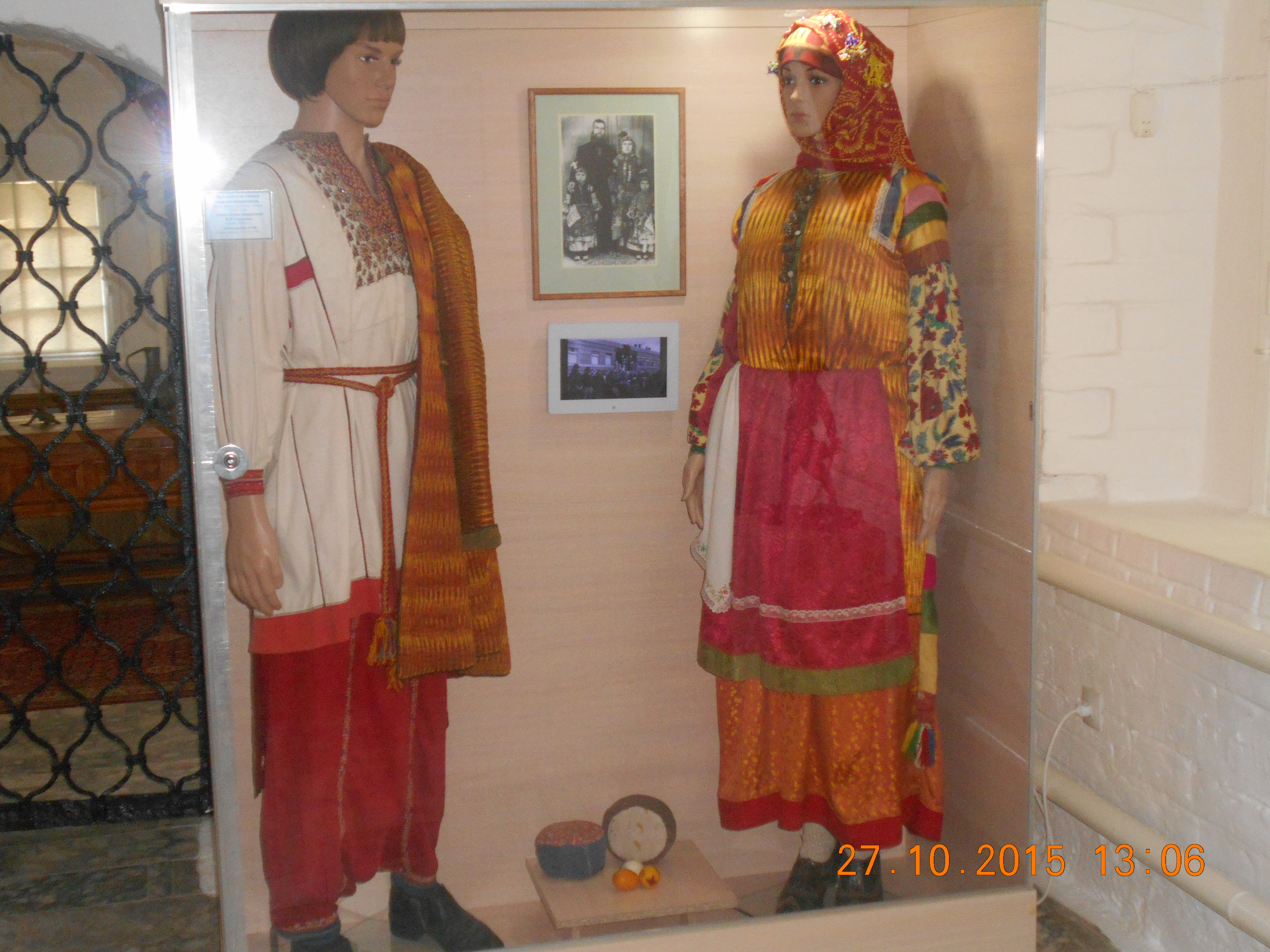
Во Дворце атаманов Ефремовых

Казачий дворянский род Ефремовых был одним из самых знатных и богатейших на Дону. Его основатель — сын московского купца Ефрем Петров — в 1670 году перебрался в Черкасск (ныне — Старочеркесскую), где, успешно занимаясь торговлей, выдвинулся в старшины. В 1756—1761 годах Ефремовы возвели в своём подворье домовую Донскую церковь во имя Донской божьей матери. По преданию, её прототипом послужила церковь, находящаяся на Ближних пещерах Киево-Печерской лавры. Действительно, между ними прослеживается некоторое сходство, обоим присущи отдаленные, но всё же важные черты. Налицо использование приёмов украинских мастеров: сочетание вертикальных прямоугольных и гранёных форм, гармония прямолинейных и криволинейных очертаний, слияние барочных и классических элементов декора. 
27 декабря 1831 года вдова Евдокия Иоакимовна, Ульяна Алексеевна и её сын, есаул Николай Степанович, подали прошение донскому архиепископу Афанасию с просьбой устроить на родовом подворье в станице Старочеркасской девичий монастырь. Главным и единственным мотивом, побудившим наследников рода Ефремовых сделать такой шаг, в прошении названы вера и желание увековечить память родственников, похороненных в земле Черкасска. Именной указ императора Николая I «Об учреждении в Новочеркасской епархии войска Донского в Старочеркасской станице женского Ефремовского монастыря» вышел 25 января 1837 года.

## Экспозиция
Дворец атаманов Ефремовых является главным объектом Старочеркасского музея-заповедника. Обширные апартаменты Ефремовского дворца используются для сменных экспозиций, выставок, рассказывающих посетителям об историческом прошлом Черкасска и донского казачества. Среди экспонатов – мраморные солнечные часы XVI века, привезённые казаками из Константинополя, знаменитые азовские трофеи XVII века, защитное вооружение донских казаков. После реконструкции в 2014 году для экскурсий открылся второй этаж, где размещены выставки, посвященные семье Ефремовых и казачьей культуре. В 2015 году Министерство имущественных и земельных отношений Ростовской области намеревалось передать Русской православной церкви здание атаманского дворца, но областной суд признал намерение передачи незаконным, и музейный комплекс остаётся светским учреждением.